# Crockett (Texas)
Crockett is een plaats (city) in de Amerikaanse staat Texas en valt bestuurlijk gezien onder Houston County.

## Demografie
Bij de volkstelling in 2000 werd het aantal inwoners vastgesteld op 7.141.
In 2006 is het aantal inwoners door het United States Census Bureau geschat op 6.981, een daling van 160 (-2,2%).

## Geografie
Volgens het United States Census Bureau beslaat de plaats een oppervlakte van
23,0 km², geheel bestaande uit land. Crockett ligt op ongeveer 103 m boven zeeniveau.

## Plaatsen in de nabije omgeving
De onderstaande figuur toont nabijgelegen plaatsen in een straal van 36 km rond Crockett.